# (10157) Asagiri
(10157) Asagiri (1994 WE1) – planetoida z pasa głównego asteroid okrążająca Słońce w ciągu 3,66 lat w średniej odległości 2,37 j.a. Odkryta 27 listopada 1994 roku.